# Rita Chikwelu
Rita Chikwelu (6 de marzo de 1988) es una jugadora de fútbol profesional nigeriana, que actualmente juega para el club sueco Damallsvenskan Kristianstads DFF. Anteriormente jugó para Umeå IK. También integra el equipo nacional de fútbol femenino de Nigeria (The Super Falcons). 

## Carrera en club
De 2006 a 2009, Chikwelu jugó en Finlandia para el FC United. Fue la máxima anotadora de la liga femenina finlandesa [ Naisten Liiga|Naisten Liiga]] en 2009, con 22 goles.
Chikwelu pasó siete temporadas en Umeå IK de 2010 a 2016, pero dejó luego del descenso del club y se unió a Kristianstads DFF en un contrato de dos años.

## Carrera internacional
Chikwelu participó en la Copa Mundial Sub-20 de la FIFA entre 2004 y 2008 e hizo su debut en el equipo nacional senior en 2007 en la Copa Mundial Femenina de la FIFA. Fue jugadora en el equipo olímpico nigeriano durante los Juegos Olímpicos de verano 2008 en China y miembro del equipo nigeriano en la Copa Mundial Femenina de la FIFA 2011.

## Honores
- Ganadora del Campeonato Africano Femenino: 2016, 2018